# Patagonacythere
Patagonacythere is een geslacht van kreeftachtigen uit de klasse van de Ostracoda (mosselkreeftjes).

## Soorten
- Patagonacythere antarctica Benson, 1964
- Patagonacythere australicola Hartmann, 1980
- Patagonacythere australis Echevarria, 1987 †
- Patagonacythere dubia (Brady, 1868) Hazel, 1967
- Patagonacythere japonicum (Ishizaki, 1971)
- Patagonacythere longiducta (Skogsberg, 1928) Benson, 1964
- Patagonacythere nidulus Siddiqui, 1971 †
- Patagonacythere paenepolylyca (Hartmann, 1992)
- Patagonacythere parallelogramma (Brady, 1880)
- Patagonacythere parvitenuis (Hornibrook, 1953) †
- Patagonacythere rionegrensis Echevarria, 1989 †
- Patagonacythere sansebastianensis Echevarria, 1987 †
- Patagonacythere sasaokensis Irizuki, 1993
- Patagonacythere tricostata Hartmann, 1962
- Patagonacythere waihaoensis Ayress, 1995 †
- Patagonacythere wyvillethomsoni (Brady, 1880) Benson, 1964